# ΑΩ

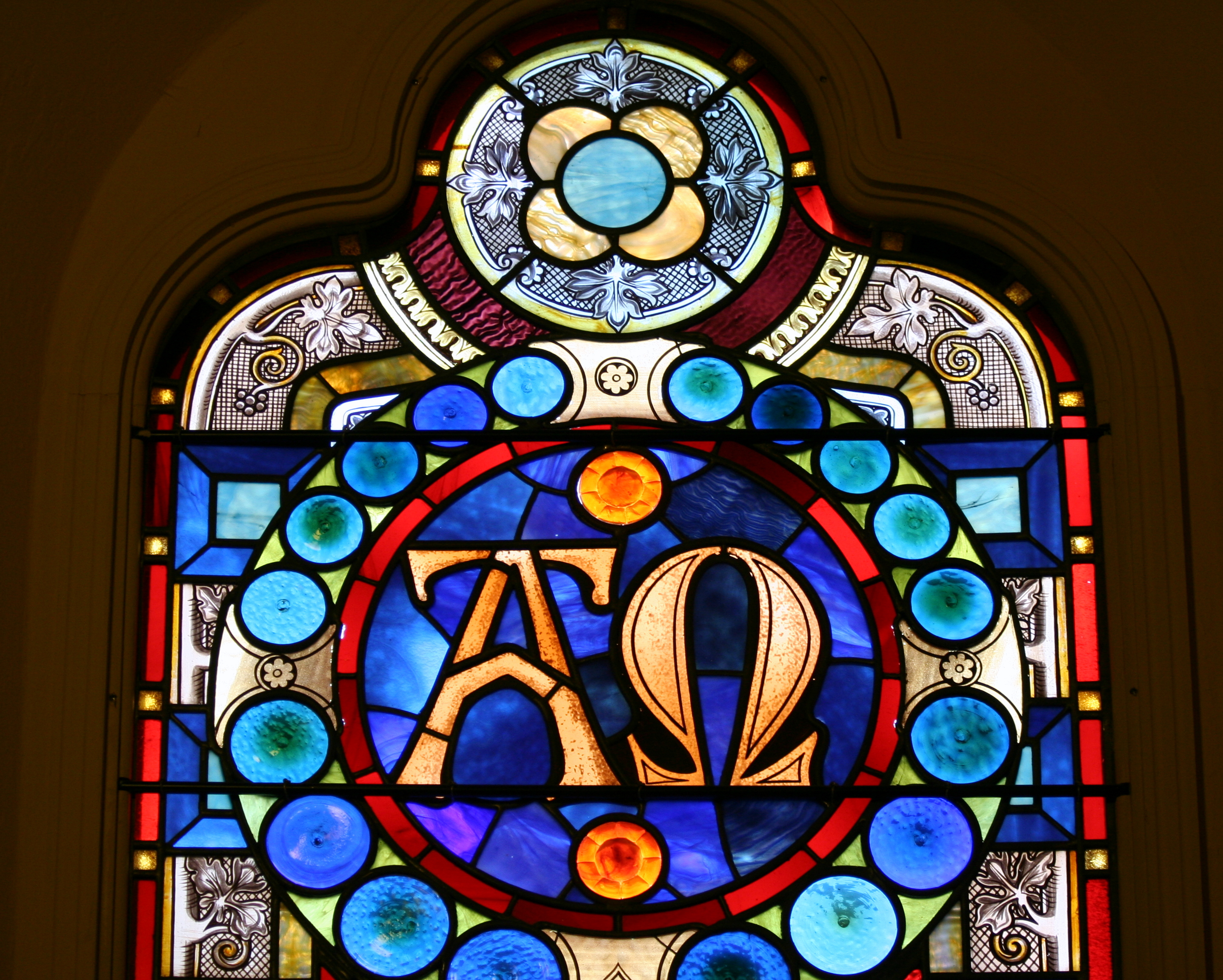
ミルウォーキーの聖パウロ聖公会 のステンドグラスに描かれた「ΑΩ」

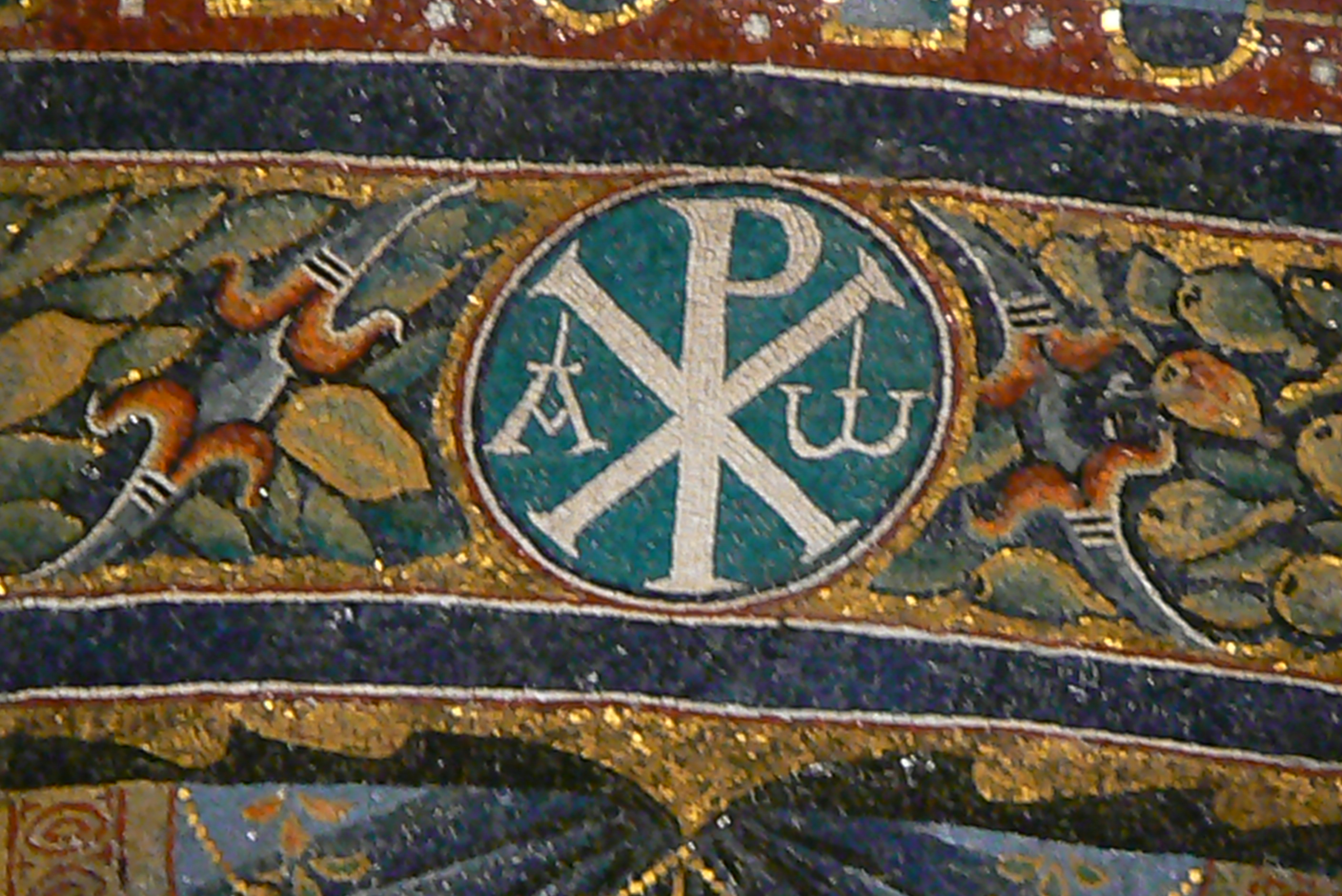
イタリア、ローマのサン・クレメンテ教会のモザイク画にみられる「ΑΩ」。しばしば、キー・ロー（ラバルムにあしらわれる「☧」）に伴う。

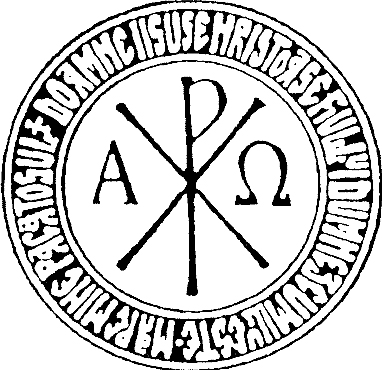
円環状にルーマニア語でイイススの祈りが記されたキリストグラム。上のモザイク画と同様に中心に「ΑΩ」の伴った「☧」があしらわれている。

ΑΩ（アルファオメガ）は、新約聖書に現れる語句である。厳密に言えば聖書にこの形では現れてはいないが、しばしば「ΑΩ」もしくは、「アルファとオメガ」に相当する各言語（たとえば、ラテン語: alpha et omega、英語: Alpha and Omega）として言及される。

## 典拠
新約聖書の「ヨハネの黙示録」(1章8節、21章6節、22章13節) に、主の言葉「私はアルファであり、オメガである」（コイネーギリシャ語: τὸ α καὶ τὸ ω; 英語: I am the Alpha and the Omega）として現れる。なお、21:6 と 22:13 ではこのフレーズの後に「最初であり、最後である」と続く。

## 意味
ギリシャ文字の最初の文字Α（アルファ）と、最後の文字Ω（オメガ）が並べられており、最初と最後、すなわち、「全て」「永遠」という意味を持つ。
同じ意味で、「A to Z」「A-Z」「AZ」などと、表記されることがある。

## 著名な事例
- B'z - 当人たちが説明する一貫性のない理由の一つとして、「当初はA〜Zという意味でA'z（アズ）と考えたが、AIDS（エイズ、後天性免疫不全症候群）と読み間違えられる可能性を考え『Aの次はBだろう』という理由で『B'z』となった」というものがある。
- 続・猿の惑星 - 劇中で登場するコバルト爆弾にΑΩと書かれている。